# 比布利斯丘
比布利斯火山丘（Biblis Tholus）是火星塔尔西斯区一座已沉寂的火山，其中心坐标为北纬2.55度、东经235.62度，是靠近塔尔西斯火山活动中心的两座火山之一。比布利斯火山丘长约170公里（110英里），宽约100公里（62英里），高出周边地形约3公里（1.9英里），它与尤利西斯山一起，几乎就坐落在奥林帕斯山和塔尔西斯山群中间。
在该火山丘中间是一个破火山口，名叫比布利斯火山口，被认为是火山喷发期间坍塌的岩浆室，该火山口直径53公里（33英里），深约4里（2.5英里）。  

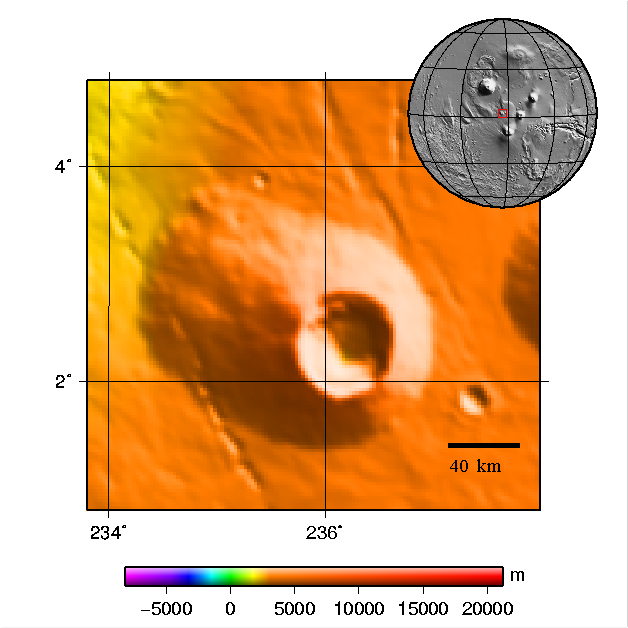
在塔尔西斯应用火星轨道器激光高度计数据集绘制的地形图和定位。
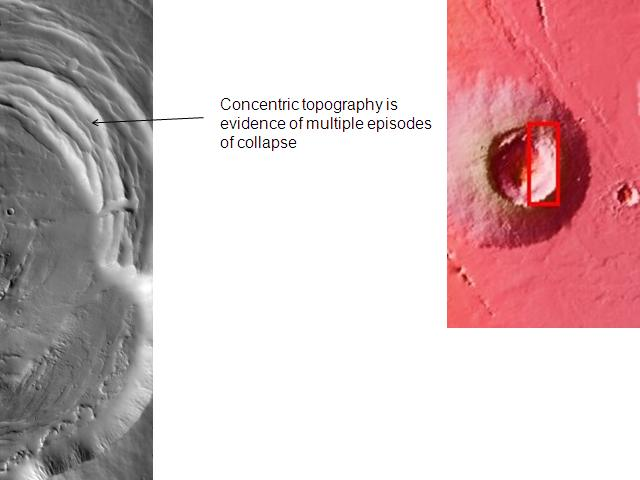
2001火星奥德赛号拍摄的比布利斯火山口特写，显示了火山口边缘多次崩塌事件。
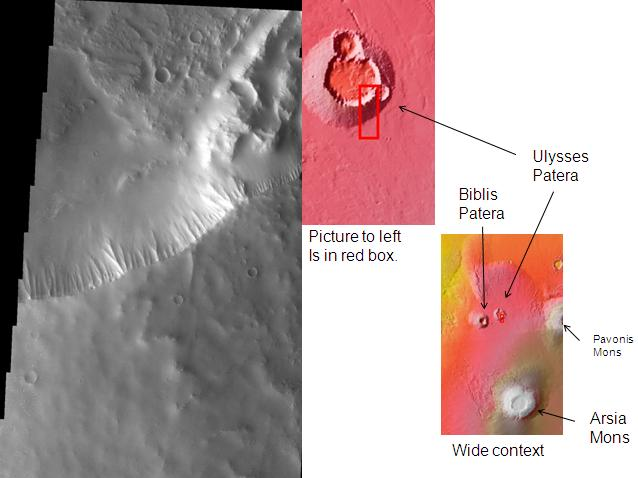
附近的尤利西斯山，显示了它相对于其他火山的位置（由热辐射成像系统拍摄）。
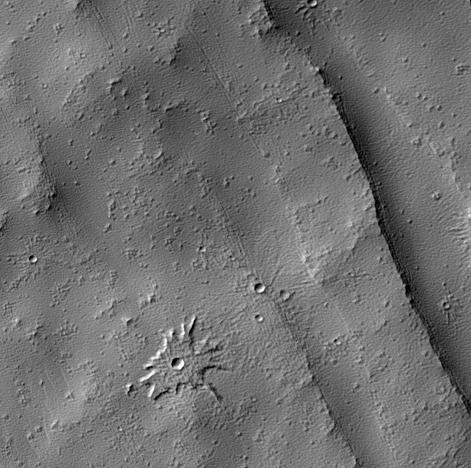
高分辨率成像科学设备显示的比布利斯火山口底座形陨石坑。
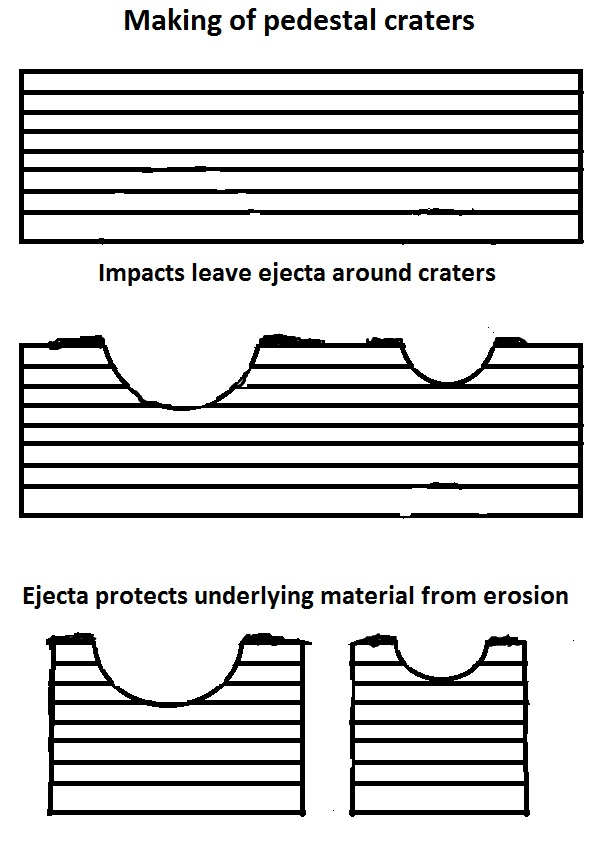
底座形陨石坑形成于撞击产生的喷射物，它保护了底表层不受侵蚀。这一结果也使陨坑显得高出在周边地形之上。

## 另请参阅
- 火星地理
- 高分辨率成像科学设备
- 火星地质
- 火星山脉高度列表
- 底座形撞击坑
- 火星的火山活动